# Казеозна некроза
Казеозна некроза (КН), сираста некроза или казеозна дегенерација је облик смрти биолошког ткива у коме се мртво ткиво  појављује као мека и бела (сираста) протеинска мртва ћелијска маса. Као и код већине узорака некрозе, није сачувана хистолошка архитектура ткива – па се ткиво карактерише ацелуларним ружичастим подручјима некрозе окружена грануломатозним инфламаторним процесом,  са значајаним бројем гранулоцита, и акумулацијом велике количине липида, који заузврат инхибирају лизозомалну протеолизу.
Често је казеозна некроза повезана са туберкулозом (ТБ).
Када је некрозом захваћен хиларни лимфни чвор (на пример, инфициран туберкулозом)  казеозна  има изглед  сирасто жутобели изглед, због чега се ова врста некрозе често приказује као комбинација коагулационе и коликвационе некрозе.
Међутим, у плућима се најчећје јавља типична екстензивна казеозна некроза са конфлуентним сирастим грануломима. Уништавање ткива је толико велико да постоје области кавитације (познате и као цистични простори).  
врста коагулационе некрозе, која  разара ткива и значајан број гранулоцита, тако да захваћеном подручју долази до акумулације велике количине липида, који заузврат инхибирају лизозомалну протеолизу. 

## Дефиниција и вресте некрозе
Некроза је реч грчког порекла nekrōsis  што значи „смрт“, а касније је прешла на савременији  латински назив necrosis.  Некроза се може описати као патолошки процес ћелијске смрти који је могао бити резултат инфекција, хипоксије, трауме или токсина. За разлику од апоптозе, некроза је неконтролисана и праћена је ослобађањем многих хемикалија из умируће ћелије које изазивају оштећење околних ћелија. Упала се често покреће због некрозе. 
Постоји много врста морфолошких образаца који се могу појавити у некрози, а то су:
- коагулациона некроза,
- коликвациона некроза,
- казеозна некроза,
- гангренозна некроза која може бити сува или влажна, масна и фибриноидна.

## Предуслови
У свим варијантама болести, амастиготни облик паразита се умножава унутар хистиоцита домаћина сисара. Одговор домаћина је повезан са бројем амастигота и степеном ћелијског имунитета. Велики број амастигота је повезан са анергичним одговором и многим хистиоцитима без других инфламаторних ћелија. Умерени број амастигота је обично повезан са некрозом, што је важан механизам за елиминисање инфекције. Мањи број је повезан са добрим епителиоидним грануломатозним одговором након фазе некрозе.
Неке инфекције се елиминишу ефикасним грануломатозним одговором без некрозе, док су друге повезане са фокалном некрозом и улцерацијом када се организми ослобађају. Код других је присутна опсежнија некроза.
Казеозни, некротични материјал и епителоидни грануломи у синовијалној течности су веома необични, али, када су присутни, могу се сматрати дефинитивним доказом туберкулозног излива, посебно у познатом случају плућне туберкулозе.

## Етиопатогенеза
Некротична жаришта имају изглед пухастог свежег сира - бледо жућкастог и крхког. Карактерише га потпуно брисање погођених структура и појава неких инфламаторних процеса - туберкулозе, бруцелозе, сифилиса и других. Код казеозне некрозе није сачувана хистолошка архитектура. На микроскопском прегледу са Х&Е бојењем, карактерише га ацелуларна ружичаста подручја некрозе окружена грануломатозним инфламаторним процесом.
Када је хиларни лимфни чвор, на пример, инфициран туберкулозом и доводи до казеозне некрозе, његов груби изглед може бити сираст до беле боје, због чега се ова врста некрозе често приказује као комбинација коагулационе и течне некрозе.
Међутим, у плућима се јавља типична екстензивна казеозна некроза са конфлуентним сирастим грануломима. Уништавање ткива је толико велико да постоје области кавитације (познате и као цистични простори). 
Пошто је казеозна некроза подтип коагулационе некрозе, такође се описује као комбинација коагулационе и суве некрозе, а ова два типа такође могу бити узроци казеозне некрозе.
Узроци могу бити исхемија или срчани удар, али и жаришне инфекције или неке друге бактеријске инфекције.
Постоје различите теорије о механизму казеозне некрозе. Макрофаги имају фагоцитну активност да прогутају микроорганизме, међутим постоје одређени микрорганизми које макрофаги не убијају, као што је микобактерија туберкулозе. 
Макрофаги гутају ове микрорганизме, задржавају их и представљају Т лимфоцитима. Т лимфоцити се активирају и производе одређене цитокине као што су интерферон-гама и интерлеукин-2 . Ови цитокини активирају друге макрофаге, који се затим трансформишу у епителне ћелије. Епителоидне ћелије се спајају и формирају џиновске ћелије са више језгара. Неки макрофаги умиру у овом процесу и доприносе формирању великих површина некрозе ослобађањем својих лизозомалних ензима. Овај процес је познат као ћелијски посредован имунитет или хронична грануломатозна инфламација.
Епитоидне ћелије имају бледо ружичасту грануларну цитоплазму и разликују се од макрофага по томе што су њихова језгра мања, овална и везикуларна . Имају ниску фагоцитну активност, али имају секреторну функцију. Џиновске ћелије са више језгара настају фузијом епителоидних ћелија и садрже двадесет и више језгара. У случају инфекције туберкулозом, џиновске Лангхансове ћелије се примећују са периферним једрима. Могу се видети и код других грануломатозних упала.
На макроскопском прегледу,  мртво ткиво се сматра беличастом и меком површином конзистенције крем сира.  
Микроскопским прегледом у пољу казеозне некрозе, структура нормалног ткива је потпуно избрисана . Некротично подручје изгледа као еозинофилно, аморфно, зрнасто подручје састављено од некротичних ћелија. Инфламаторна граница око некротичног подручја позната је као грануломатозна реакција. Састоји се од крајње спољашње ивице фибробласта. Унутар овог слоја су Т-лимфоцити, затим макрофаги и епителиоидне ћелије и плазма ћелије.  
Такође могу бити присутне и џиновске Лангхансове ћелије. 
Могу бити присутне и друге врсте џиновских ћелија:
- Ћелије "страног тела" - постоји централна група насумично лоцираних језгара. Они су у инфламаторној реакцији око старог шава.
- Туморске гигантске ћелије - присутне су у вези са тумором. Не постоји морфолошки нуклеарни уређај.
- Џиновске Ашофове ћелије - присутне код реуматског кардитиса. То је једноставнан скуп ћелија које не показују карактеристичан изглед.

## Прогноза
Догађаји после некрозе зависе од брзине којом се развија ефикасна епителиоидна грануломатозна реакција . Зарастање је често релативно брзо када се појави некроза.
Паралелно са развојем имунитета, горњи епидермис показује псеудоепителиоматозну хиперплазију . Лимфоцити и плазма ћелије такође постају бројнији на периферији гранулома.
Ожиљци на крају замењују гранулом.
Пријављен је и необичан случај касног стадијума ЦЛ са жариштима казеозне некрозе без видљивих организама. 

## Казеозна пнеумонија
Казеозна пнеумонија је типичан пример казеозне некрозе.. Казеозна пнеумонија је клинички облик плућне туберкулозе . Таква пнеумонија може бити последица компликација код туберкулозе. Главни узроци патогенезе су:
- имуни недостатак,
- улазак инфективних агенаса у плућа,
- микобактеријска инфекција,
- зависност од алкохола и дрога.

Казеозна пнеумонија је праћена респираторном инсуфицијенцијом, ако су захваћени лимфни чворови у грудном кошу, са развијеном генерализованом инфекцијом. Казеозна некроза брзо напредује (2-3 недеље). Шупљине могу бити мале или велике, што доприноси значајном разарању плућа.
Повремена пнеумонија је често узрок тромбохеморагијских промена, које резултују токсичним и алергијским реакцијама, исхемијом и сепсом. Умирући лимфоцити су водећи елементи имуног система на ћелијском нивоу, а појављује се и монокуларна оштећења.
Последице метаболичких поремећаја су надбубрежна инсуфицијенција, дистрофија миокарда и значајан поремећај психичког стања.
Макроскопски, казеозна пнеумонија се представља као дифузна жућкаста зона консолидације, праћена бројним малим шупљинама са неправилним зидовима и остацима казеина који се такође могу идентификовати у бронхиолама.
Микроскопски, постоји широко распрострањена слабо организована упала у плућима са раштрканим џиновским ћелијама и жариштима казеозне некрозе.

## Гљивичном инфекцијом изазвана КН
Већина гљивичних инфекција изазива грануломатозни одговор. Једна од гљивица која опонаша казеозу је Histoplasma capsulatum. Грануломи су често изоловани или мали и раштркани, због чега подсећају на милијарне грануломе. Организам се може идентификовати хистолошки. Они су интрацелуларни организми, са 1–5 μм, округлим до овалним телима налик квасцу, са малим централним округлим језгром. Боје периодичне киселине и метенамин–сребра наглашавају ове организме.
Остале гљиве које могу изазвати грануломе су Cryptococcus neoformans, Бластомицес дерматитидес, Blastomyces dermatitides, Aspergillus, који изазивају мукормикозу, и Coccidioides immitis.  Неки од њих су повезани са одређене географске регије. Међутим, због лакоће путовања, болести нису нужно присутне у географској дистрибуцији.
Грануломи у криптококној инфекцији су обично слабо формирани, али могу да произведу типичне грануломе у облику казозне некрозе. Организми су пречника 3–8 μм и могу бити тешко визуализовани на Х+Е мрљи. Приликом бојења муцикармином, густа капсула се боји и лако је визуализовати.
Аспергилоза се често јавља код имунокомпромитованих домаћина или као компликација кавитарне туберкулозе, посебно у плућима. Код здравих особа може изазвати грануломатозну реакцију, са казеозном некрозом и стварањем кавитета. Аспергиллус има разгранате септиране хифе и средње је величине између кандиде и мукора.  